# Zonophora wucherpfennigi
Zonophora wucherpfennigi är en trollsländeart som beskrevs av Schmidt 1941. Zonophora wucherpfennigi ingår i släktet Zonophora och familjen flodtrollsländor. Inga underarter finns listade i Catalogue of Life.